# Finnbogastaðafjall
Finnbogastaðafjall är ett berg i republiken Island. Det ligger i regionen Västfjordarna, 210 km norr om huvudstaden Reykjavík. Toppen på Finnbogastaðafjall är 548 meter över havet.
Trakten runt Finnbogastaðafjall är nära nog obefolkad, med mindre än två invånare per kvadratkilometer.